# زیبا امیدی‌فر
زیبا امیدی‌فر (زادهٔ فروردین ۱۳۶۵) یک روزنامه‌نگار و زندانی سیاسی اهل ایران است. او از اهالی کُردتبار شهرستان قروه است. زیبا از سال ۱۳۹۳ فعالیت حرفه‌ای خود را برای خبرگزاری کُرد پرس آغاز کرد و یکی از برگزیدگان جشنواره رسانه‌ای پینووس است. او در ۱۷ آذر ۱۴۰۱ در جریان خیزش زن، زندگی، آزادی در قروه بازداشت شد.

## فعالیت‌ها
امیدی‌فر فعالیت‌های خود در زمینه روزنامه‌نگاری را از سال ۱۳۹۳ برای خبرگزاری کرد پرس در ایران آغاز کرد. امیدفر به خاطر فعالیت‌های خود موفق شد که در مهر ماه ۱۴۰۰ برنده جایزه پینووس بشود. او همچنین در سال ۱۳۹۹ برای گزارش مکتوب خود از وضعیت وخیم آب، به عنوان نماینده استان کردستان در جشنوار نیرو و رسانه مورد تقدیر قرار گرفت. او از امضاء کنندگان طومار درخواست آزادی برای الهه محمدی و نیلوفر حامدی خبرنگاران روزنامه‌های هم‌میهن و شرق است.

### بازداشت شدن
روز پنجشنبه ۱۷ آذر ۱۴۰۱ زیبا امیدی‌فر از خبرنگاران رسانه‌های داخلی کُردستان، پس از بازداشت توسط نیروهای حکومتی جمهوری اسلامی به یکی از بازداشتگاه‌های سنندج منتقل شده است. این دستگیری در جریان خیزش زن، زندگی، آزادی رخ داد و اتهامات او تبلیغ علیه نظام، تحریک مردم به کشتار، تلاش برای برهم زدن امنیت ملی و ارتباط با معاندها اعلام شد. در طی گذراندن دوره‌های حبس و بازجویی وضعیت جسمی او تضعیف شد و در ۲۴ آذر ۱۴۰۱ در پی کاهش سطح هوشیاری، او به بیمارستان کوثر سنندج منتقل شد. عمار گلی، روزنامه‌نگار کُرد به نقل از منابع مطلع در توئیتر خود در رابطه با وضعیت جسمی زیبا امیدی‌فر نوشت:
«این خبرنگار کورد در طی هفته گذشته مورد شکنجه و آزار و اذیت قرار گرفته و از شامگاه روز ۲۲ آذر ۱۴۰۱ سطح هوشیاری او به شدت کاهش می‌یابد و نهایتاً روز ۲۴ آذر به بیمارستان کوثر منتقل و در اورژانس بستری می‌شود.»
فدراسیون بین‌المللی روزنامه‌نگاری در اسفند ماه ۱۴۰۱ از حکومت ایران خواست کهبه سرعت زیبا امیدی‌فر و چهارده روزنامه‌نگار دیگر که در ایران در زندان‌ها به سر می‌برند را آزاد کند اما این افراد همچنان زندانی هستند.